# اوبرداخشتتن
اوبرداخشتتن (به آلمانی: Oberdachstetten) یک شهر در آلمان است که در آنسباخ واقع شده‌است.